# Райбел, Эрл
Эрл Райбел (англ. Earl "Dutch" Reibel; 21 июля 1930, Китченер — 3 января 2007, Китченер) — канадский хоккеист, игравший на позиции центрального нападающего. Двукратный обладатель Кубка Стэнли в составе «Детройт Ред Уингз» (1954, 1955). 

## Биография

### Карьера игрока
Начал свою игровую карьеру за молодёжные команды в низших американских лигах. С 1953 года стал игроком «Детройт Ред Уингз», с которым дважды в 1954 и 1955 году выиграл два Кубка Стэнли подряд; при этом в 1955 году он стал лучшим бомбардиром команды, заработав за сезон 66 очков (25+41) и обойдя на 4 очка лидера «Ред Уингз» Горди Хоу. В том же году он попал в заявку на матч всех звёзд НХЛ, где оформил дубль и отдал голевую передачу. В 1956 году он получил награду Леди Бинг Трофи, которая присуждается лучшему игроку в сезоне за мастерство и спортивную борьбу.
Покинув «Детройт» в дальнейшем играл за «Чикаго Блэкхокс» (1957—1958), «Бостон Брюинз» (1958—1959) и «Провиденс Редс» (1959—1961), после чего закончил игровую карьеру в 30 лет.

### Смерть
Скончался 3 января 2007 года на 77-м году жизни в родном Китченере от осложнений после инсульта.